# Cmentarz Ofiar Gór w Karkonoszach

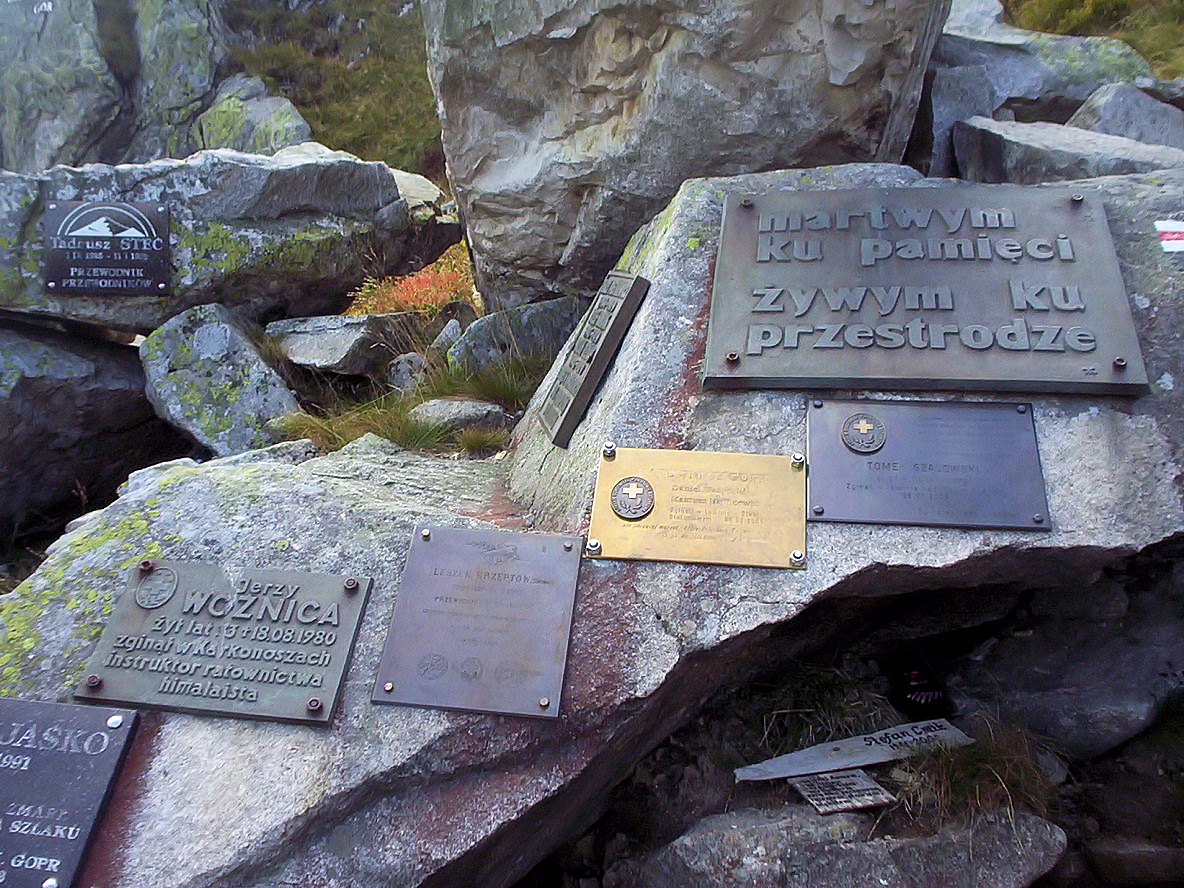
Tablica z sentencją martwym ku pamięci – żywym ku przestrodze

Cmentarz Ofiar Gór w Karkonoszach – symboliczny górski cmentarz w Sudetach Zachodnich w Karkonoszach, w woj. dolnośląskim.
Górski symboliczny cmentarz poświęcony ofiarom gór położony na wysokości ok. 1300 m n.p.m. w Karkonoskim Parku Narodowym, w górnej części Kotła Łomniczki, na urwistym stoku u podnóża Kopy (1377 m n.p.m.). Założony został z inicjatywy Koła Przewodników Sudeckich z Jeleniej Góry dla upamiętnienia ludzi gór, którzy zginęli tragicznie w górach, jak i osób, które wniosły wiele wkładu w rozwój turystyki w Karkonoszach.

## Historia
Cmentarz usytuowano na granitowym występie skalnym w ścianie Kotła Łomniczki przy głównym – czerwonym szlaku sudeckim z Karpacza na Śnieżkę. We wrześniu 1985 ustawiono tam metalowy 130-kilogramowy krzyż o wysokości 2,4 m z napisem „ofiarom gór” oraz tablicę ze słowami „żyli w górach – w górach pozostali”. Pozostałą część cmentarza tworzy 30 tablic upamiętniających przytwierdzonych do skał. Uroczystego otwarcia cmentarza dokonano 10 sierpnia 1986 roku w czasie dorocznego Święta Przewodników. Krzyż został wniesiony na stok Śnieżki mimo braku zezwolenia władz i w konspiracji. Cmentarzem wkrótce zainteresowała się Służba Bezpieczeństwa. Sytuację uratował prokurator, który napisał w jednej z gazet, że w ustawianiu krzyża pomagały Wojska Ochrony Pogranicza. Od roku 1985 corocznie 1 listopada w dzień Wszystkich Świętych ratownicy górscy, przewodnicy sudeccy i inni ludzie gór składają hołd ofiarom gór. 
Sentencja na pamiątkowej tablicy martwym ku pamięci – żywym ku przestrodze zaczerpnięta jest z dzwonu kaplicy na Symbolicznym Cmentarzu Ofiar Tatr pod Osterwą.

## Szlaki turystyczne
czerwony – prowadzący z Przełęczy pod Śnieżką przez Kocioł Łomniczki od Karpacza.